# 像 (圏論)
圏 C と C における射 {\displaystyle f\colon X\to Y} が与えられたとき，f の像（ぞう，英: image）は単射 {\displaystyle h\colon I\to Y} であって以下の普遍性を満たすものである：
- f = hg なる射 {\displaystyle g\colon X\to I} が存在する。
- 任意の対象 Z と射 {\displaystyle k\colon X\to Z} と単射 {\displaystyle l\colon Z\to Y} であって f = lk なるものに対し h = lm なる射 {\displaystyle m\colon I\to Z} が存在する。

注意：
- そのような分解が存在するとは限らない。
- g は h の単射性（左可逆）により一意である。
- m は単射である。
- h = lm は（l の単射性より） m が一意であることを含んでいる。

f の像はしばしば im f あるいは Im(f) と記される。

## 例
集合の圏において射 {\displaystyle f\colon X\to Y} の像は通常の像 {\displaystyle \{f(x)\mid x\in X\}} から Y への包含である。群の圏やアーベル群の圏や（左または右）加群の圏など多くの具体圏において、射の像は集合の圏における対応する射の像である。
零対象とすべての射に対して核と余核を持つ任意の正規圏において、射 f の像は 
im f = ker coker f
と表せる。アーベル圏（これはとくに双正規である）において f が単射ならば f = ker coker f であり、したがって f = im f である。